# Страсбур-9
Страсбу́р-9 (фр. Strasbourg-9, [stʁa.zbuʁ]) — упразднённый кантон на северо-востоке Франции в регионе Эльзас — Шампань — Арденны — Лотарингия, департамент Нижний Рейн, округ Страсбур-Виль. До реформы 2015 года в состав кантона административно входила часть коммуны Страсбур, численность населения 32 592 человека (по данным INSEE, 2012).

## История
Один из десяти кантонов, которые были созданы в 1962 году в результате упразднения кантонов Страсбур-Нор, Страсбур-Сюд, Страсбур-Уэст и Страсбур-Эст.
До реформы 2015 года в кантон входила часть Страсбура. По закону от 17 мая 2013 и декрету от 18 февраля 2014 года количество кантонов в департаменте Нижний Рейн уменьшилось с 44 до 23. Новое территориальное деление департаментов на кантоны вступило в силу во время выборов 2015 года. После реформы количество кантонов Страсбура сократилось с десяти до шести. Кантоны Страсбур-7, Страсбур-8, Страсбур-9 и Страсбур-10 были упразднены, а население передано в состав оставшихся преобразованных кантонов округа Страсбур.

## Консулы кантона
| Период      | Консул       | Должность                         |
| ----------- | ------------ | --------------------------------- |
| 1973 — 1988 | Émile Koehl  |                                   |
| 1988 — 2011 | Armand Jung  |                                   |
| 2011 — 2015 | Eric Elkouby | Заместитель мэра коммуны Страсбур |

## Состав кантона
До марта 2015 года в составе кантона находилась часть Страсбура, суммарная численность населения — 32 454 человека (по данным INSEE, 2012).